# Tépalo

Diagrama que muestra las partes de una flor madura. En este ejemplo, el perianto se separa en cáliz (sépalos) y corola (pétalos).

El tépalo es el segmento o unidad del perigonio, del cual no están claramente diferenciados la corola y el cáliz, debido a sus tonos calicoides, como en el tulipán o la cebolla.
Más específicamente, un tépalo es la parte floral de la planta en la familia de las magnolias, las Magnoliaceae, y de varias otras plantas florales primitivas, como la Amborellaceae. Corresponde a los sépalos y pétalos en las flores de otras plantas con periantos dobles o compuestos, pero a diferencia de estas, todos los tépalos son de la misma forma y color, no habiendo casi diferencia, sin sépalos que sirvan de protección al brote en desarrollo, ni pétalos más grandes que atraigan a los insectos.

## Origen

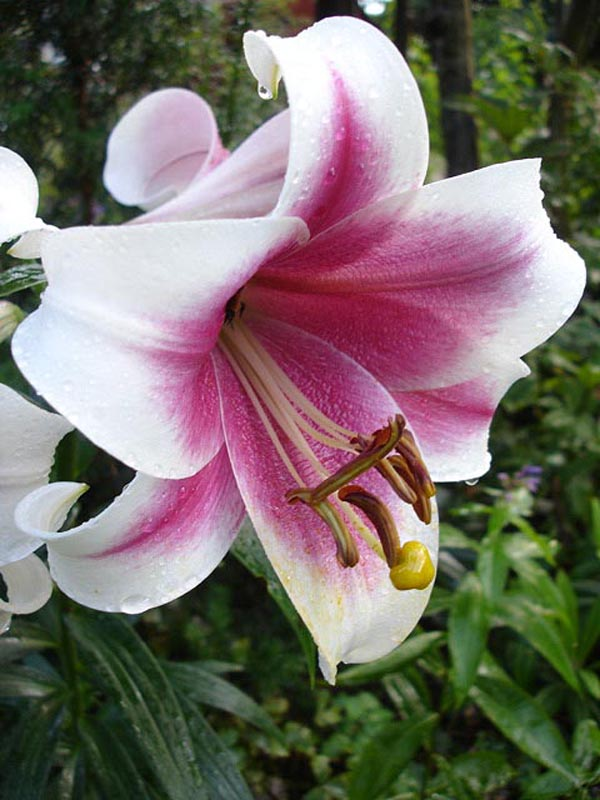
Una flor de Lilium que muestra los seis tépalos: los tres exteriores son sépalos y los tres interiores son pétalos.

Se cree que los tépalos indiferenciados son la condición ancestral de las Angiospermae o plantas con flores. Por ejemplo, la Amborella, que se cree que se separó antes en la evolución de las plantas con flores, tiene flores con tépalos indiferenciados. Por lo tanto, habrían surgido pétalos y sépalos distintos por diferenciación, probablemente en respuesta a la polinización animal. En las flores modernas típicas, el verticilo de órganos exterior o envolvente forma sépalos, especializados para proteger el botón floral a medida que se desarrolla, mientras que el verticilo interior forma pétalos que atraen a los polinizadores.
Los tépalos formados por sépalos y pétalos similares son comunes en las monocotiledóneas, particularmente en las monocotiledóneas lilioides. En los tulipanes, por ejemplo, la primera y la segunda espiral contienen estructuras que parecen pétalos. Estos se fusionan en la base para formar una estructura grande y llamativa de seis partes (el perianto). En los lirios, los órganos en el primer verticilo están separados del segundo, pero todos se ven similares, por lo que todas las partes llamativas a menudo se llaman tépalos. Cuando los sépalos y los pétalos se pueden distinguir en principio, el uso del término "tépalo" no siempre es consistente; algunos autores se referirán a "sépalos y pétalos", mientras que otros usan "tépalos" en el mismo contexto.[cita requerida]
En algunas plantas, las flores no tienen pétalos y todos los tépalos son sépalos modificados para que parezcan pétalos. Estos órganos se describen como petaloides, por ejemplo, los sépalos de los eléboros . Cuando los tépalos indiferenciados se parecen a los pétalos, también se los denomina petaloides, como en las monocotiledóneas petaloides, órdenes de monocotiledóneas con tépalos de colores brillantes. Dado que incluyen Liliales, un nombre alternativo es monocotiledóneas lilioides.[cita requerida]

## Propiedades y forma
Los términos utilizados en la descripción de los tépalos son: pubescente (con pelos densos, finos, cortos y suaves, vellosos), puberulento (minutamente pubescente, pelos apenas visibles a simple vista) y pubérulo (cubierta densa de pelos muy cortos y suaves). La forma de los tépalos se describe en términos similares a los utilizados para las hojas (ver Morfología foliar).

## Galería

Flores con tépalos
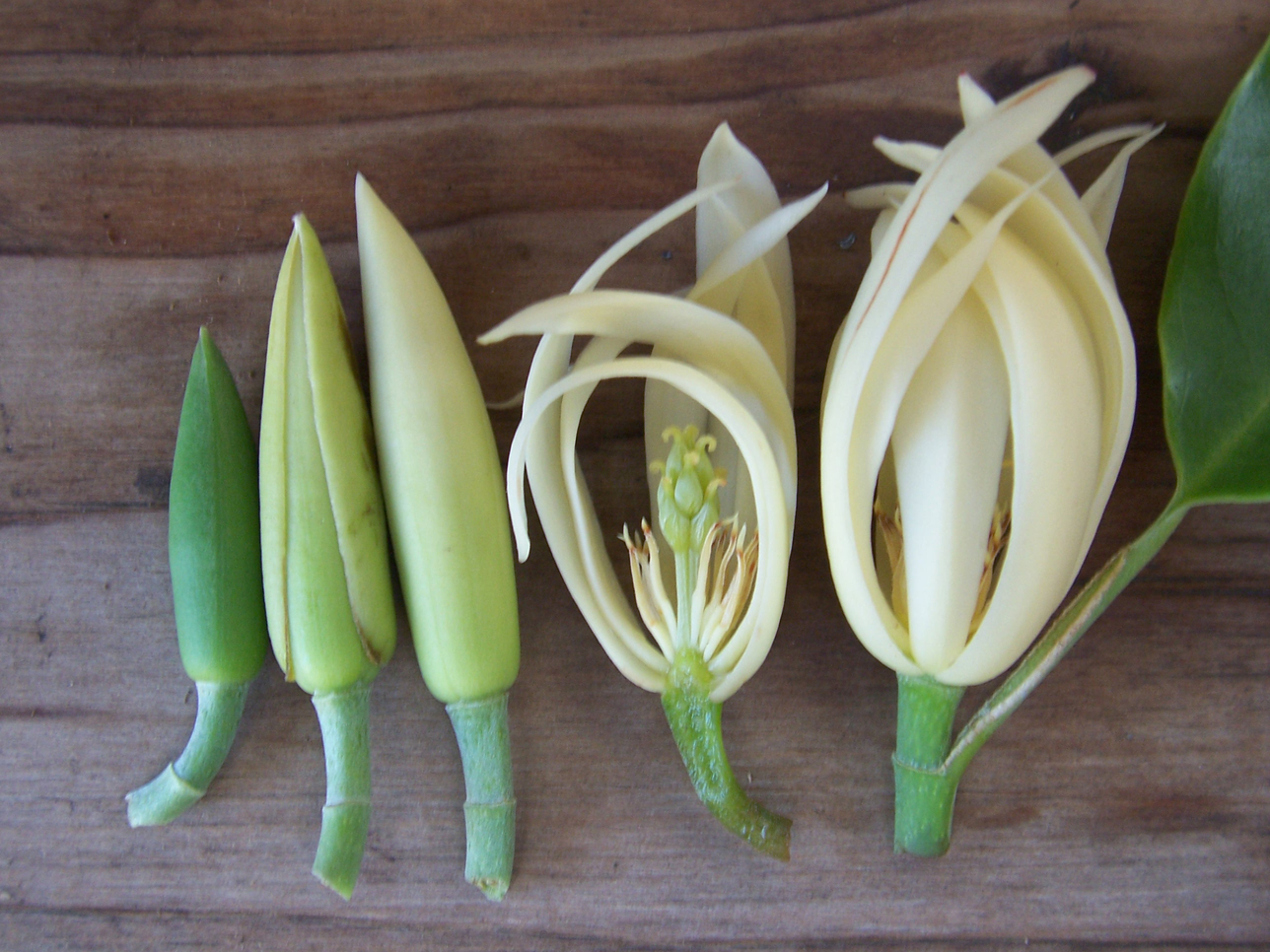
Flores de Magnolia × alba. Se muestran tépalos en varias etapas de desarrollo.
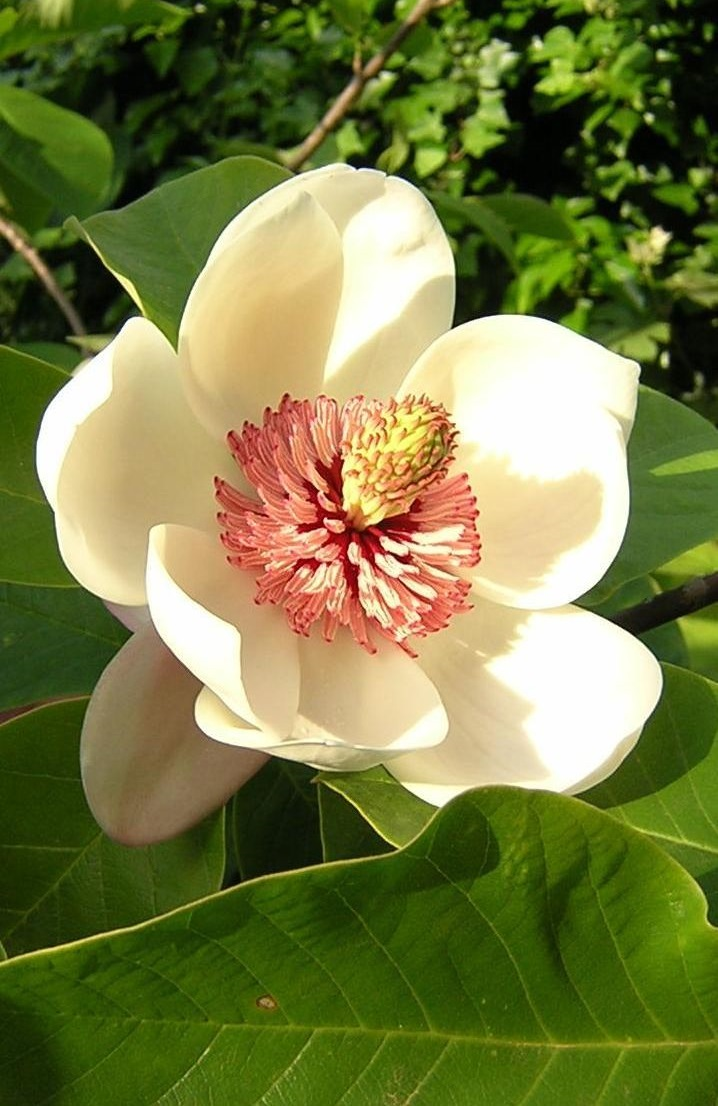
Tépalos de Magnolia × wieseneri
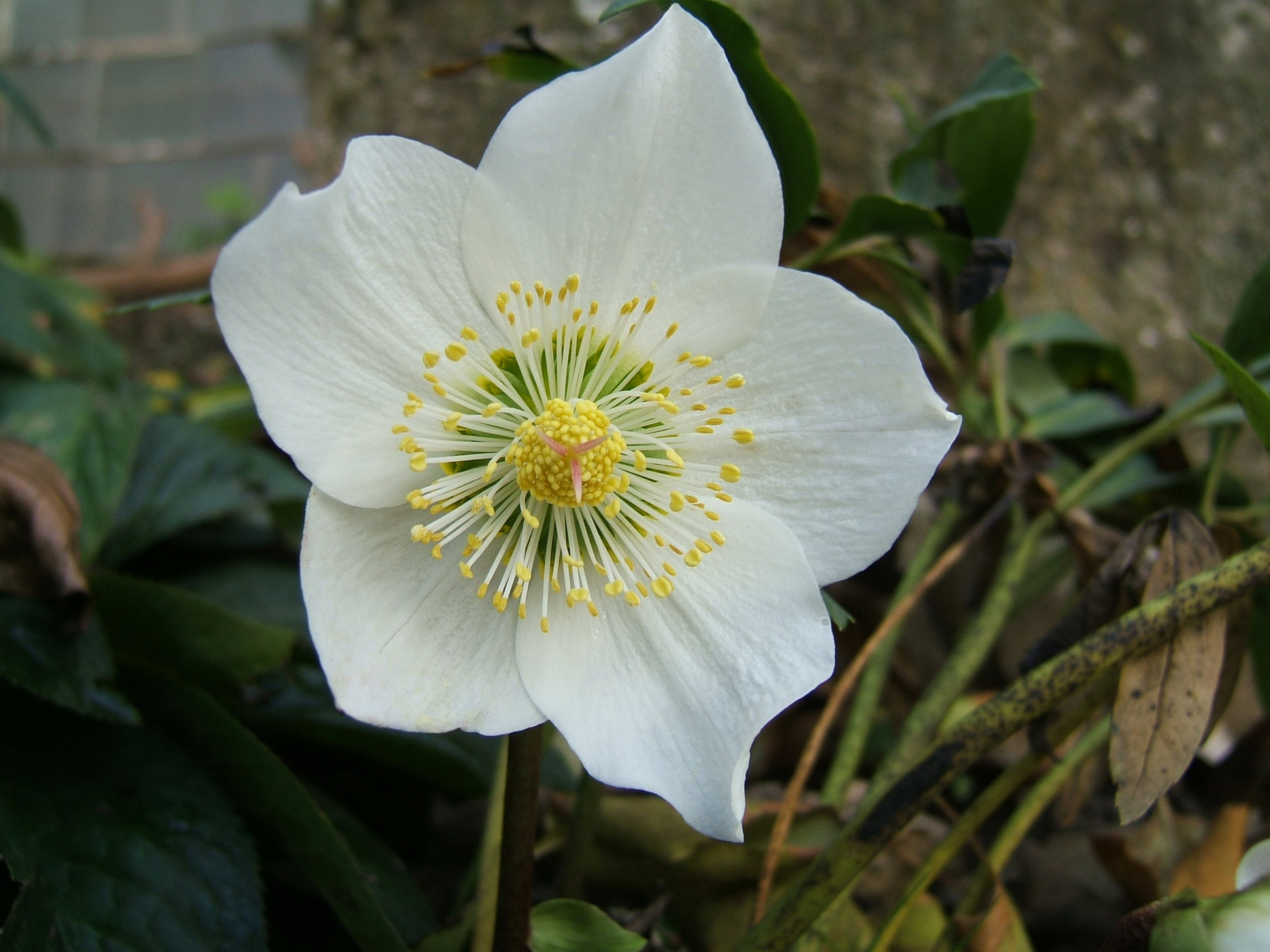
Una flor de Helleborus que muestra los sépalos petaloides.
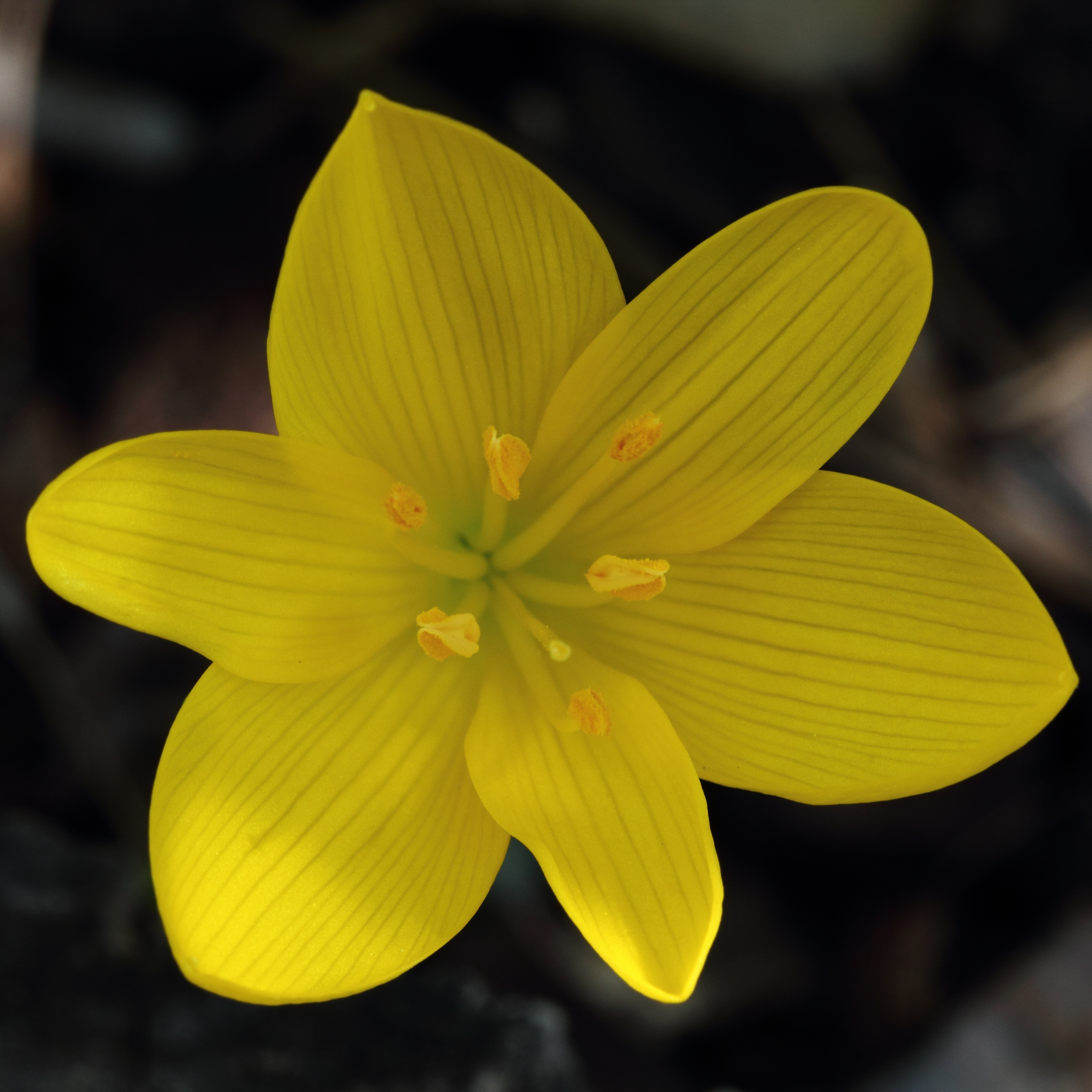
Una flor de Sternbergia lutea que muestra los dos verticilos de tépalos.
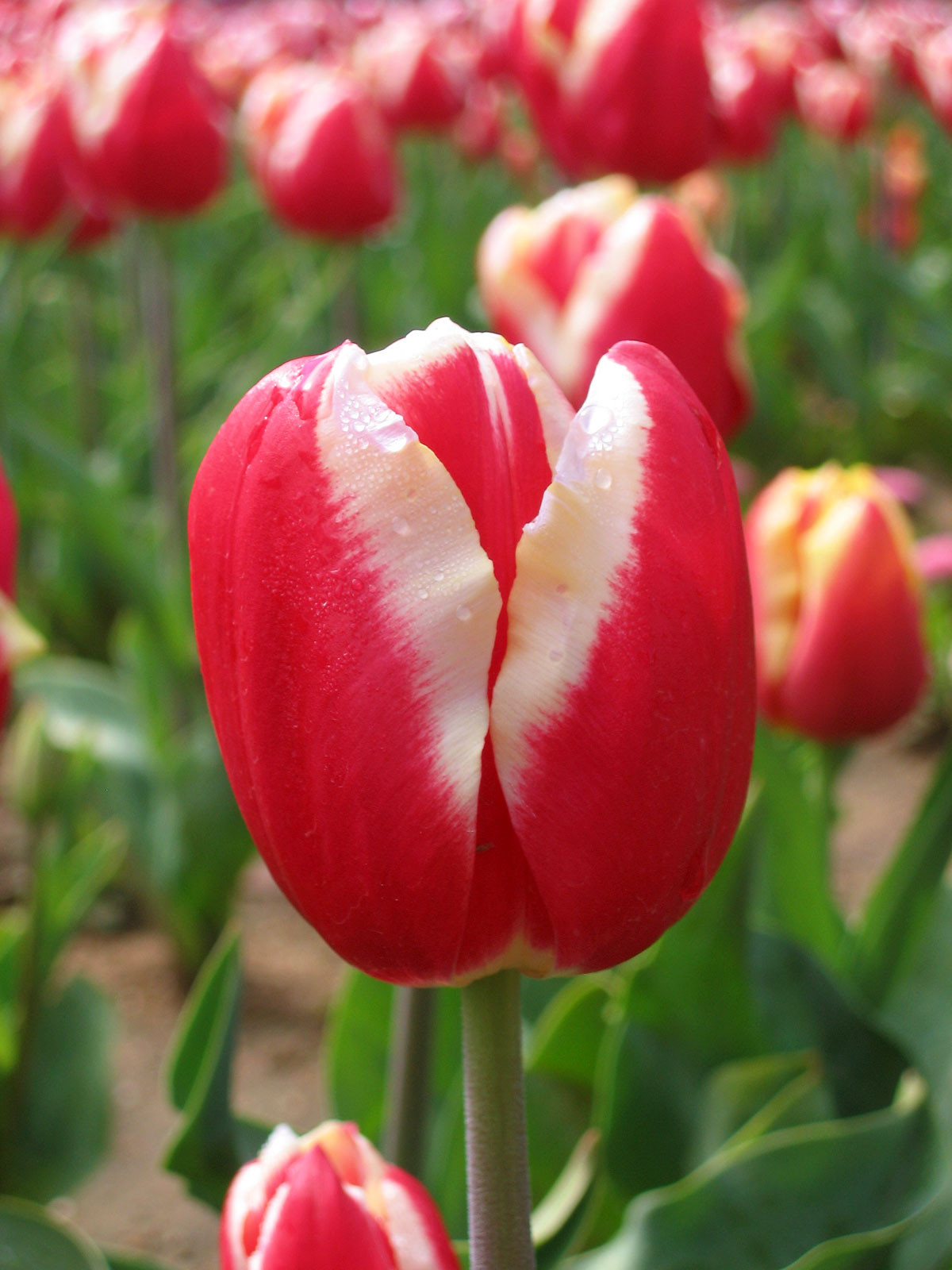
Una flor de Tulipán que muestra los tépalos en forma de pétalo.
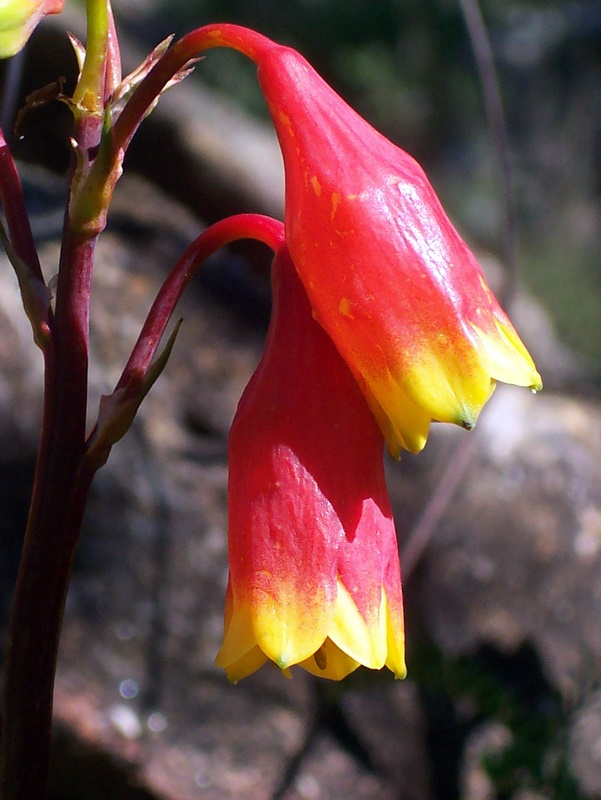
Tépalos deBlandfordia nobilis, otra lilioide monocotiledónea.